# Tommy Banks
Tommy Banks (10. listopadu 1929, Farnworth – 13. června 2024) byl anglický fotbalista, levý obránce.

## Fotbalová kariéra
V anglické nejvyšší soutěži hrál za Bolton Wanderers FC, nastoupil ve 236 ligových utkáních a dal 2 góly. V roce 1958 s týmem vyhrál FA Cup. Kariéru zakončil v neligovém týmu Altrincham FC a ve velškém týmu Bangor City FC. Za anglickou fotbalovou reprezentaci nastoupil v roce 1968 v 6 utkáních. Byl členem anglické reprezentace na Mistrovství světa ve fotbale 1958, nastoupil ve 4 utkáních.

## Ligová bilance
| Ročník                                   | Zápasy | Góly | Klub                |
| ---------------------------------------- | ------ | ---- | ------------------- |
| Football League First Division 1947/1948 | 1      | 0    | Bolton Wanderers FC |
| Football League First Division 1948/1949 | 2      | 0    | Bolton Wanderers FC |
| Football League First Division 1949/1950 | 4      | 0    | Bolton Wanderers FC |
| Football League First Division 1950/1951 | 3      | 0    | Bolton Wanderers FC |
| Football League First Division 1951/1952 | 1      | 0    | Bolton Wanderers FC |
| Football League First Division 1952/1953 | 4      | 0    | Bolton Wanderers FC |
| Football League First Division 1953/1954 | 40     | 0    | Bolton Wanderers FC |
| Football League First Division 1954/1955 | 25     | 0    | Bolton Wanderers FC |
| Football League First Division 1955/1956 | 39     | 0    | Bolton Wanderers FC |
| Football League First Division 1956/1957 | 21     | 0    | Bolton Wanderers FC |
| Football League First Division 1957/1958 | 28     | 0    | Bolton Wanderers FC |
| Football League First Division 1958/1959 | 37     | 0    | Bolton Wanderers FC |
| Football League First Division 1959/1960 | 20     | 1    | Bolton Wanderers FC |
| Football League First Division 1960/1961 | 11     | 1    | Bolton Wanderers FC |
| CELKEM 1. liga                           | 236    | 2    |                     |